# Paina

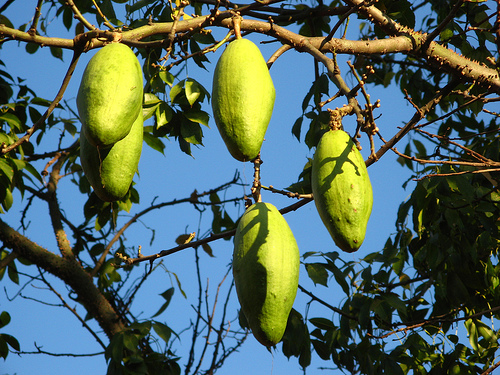
Frutos de paineira. Quando maduros, os frutos irão liberar as sementes envoltas em paina.

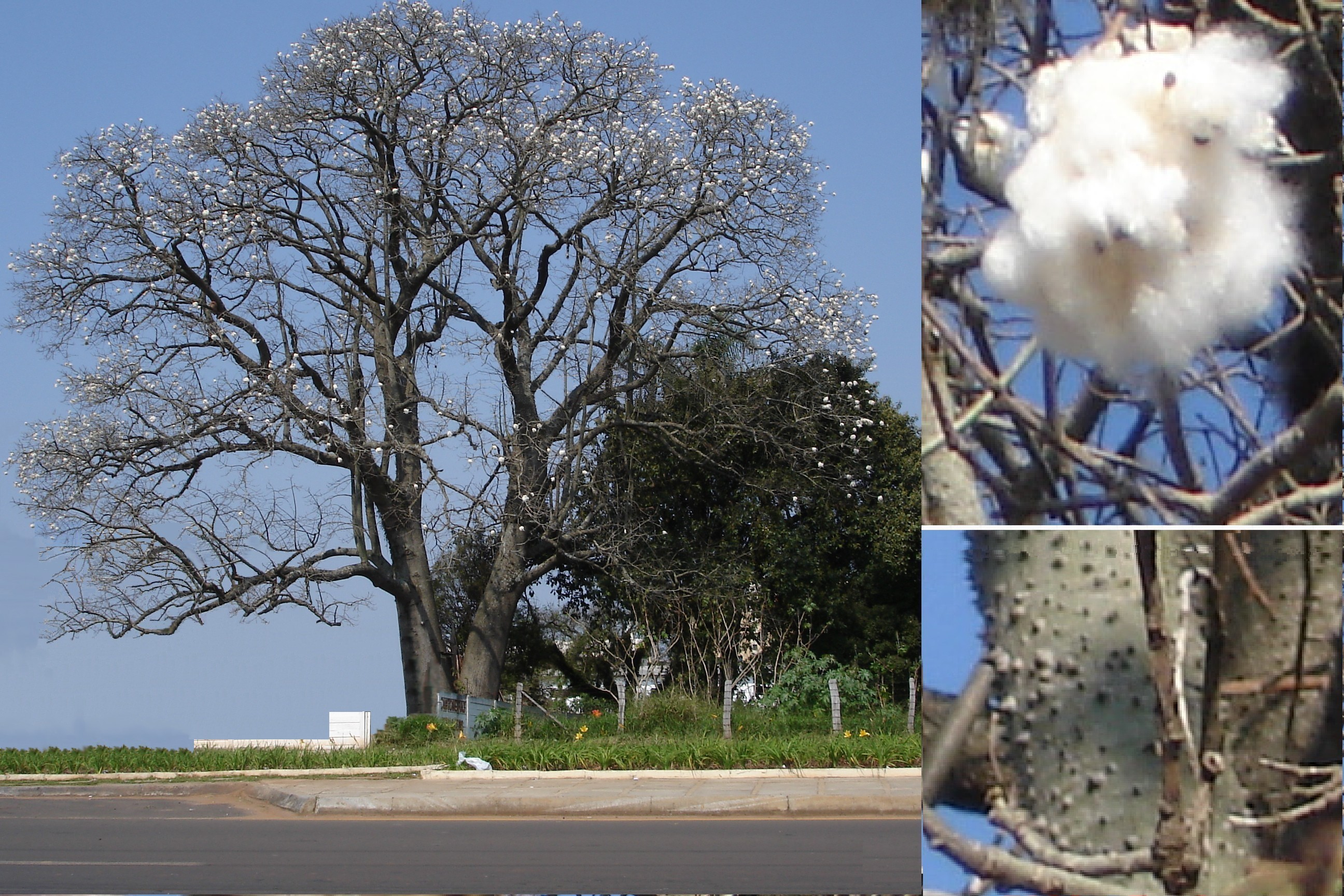
Foto de paineira com paina. À direita, no alto, detalhe de sementes envoltas em flocos de paina.

A paina é uma fibra natural semelhante ao algodão, oriunda dos frutos da paineira. É usado como enchimento para colchões e travesseiros. A paineira existe em abundância no centro do Brasil, especialmente no Mato Grosso.
Estudos estão em curso para avaliar meios de tornar a fibra da paina viável como matéria-prima para tecidos de roupa. Com a tecnologia atual, sua utilização para tal fim é inviável devido ao fato de a fibra da paina ser curta, o que resulta em fios de má qualidade. Dentro de sua fibra possui uma semente que pode ser torrada e depois consumida para alimentação humana.